# Крустумериум
Крустумерия (Crustumeria; Crustumerium; Crustuminum) е древен град в Лацио, недалеч от Рим на Виа Салария в хълмистата област между Фидена, Номентум и Еретум на реката Алия.
Според митичната легенда в града живеят бегълци от Троя или сикелите. Името идва от Клитемнестра. Някои изследователи смятат града за Атинска колония.
Градът се споменава във връзка с отвличането на сабинянките от Ромул през 752 - 751 пр.н.е.
През 499 или 426 пр.н.е. градът е подчинен на римляните и разрушен и вероятно едва през 405 пр.н.е. се създава триба tribus Clustumina.
Останки от града не са открити.